# Jadwiga Honowska
Jadwiga Honowska (ur. 3 czerwca 1904 w Aleksandrowie Łódzkim, zm. 19 sierpnia 1928 w Tatrach, pochowana w Zakopanem) – polska taterniczka.
Była córką malarki Marii Honowskiej (1878-1960), z wykształcenia matematyczką, studia ukończyła na Uniwersytecie Warszawskim w 1928 roku. Taternictwo zaczęła aktywnie uprawiać w 1924 roku, najczęściej wspinała się z Alfredem i Janem Alfredem Szczepańskimi. W związku z toczącą się wówczas dyskusją na temat samodzielnego taternictwa kobiecego, zaczęła wspinać się w zespołach kobiecych m.in. z Zofią Czarkowską i Heleną Dębińską. Latem 1928 roku wybrała się w góry wraz z Zofią Krókowską z zamiarem przejścia drogi Häberleina na południowej ścianie Ostrego Szczytu. Po pokonaniu głównych trudności, jedna z taterniczek odpadła od ściany, czego konsekwencją było wyrwanie się haka asekuracyjnego. Obie taterniczki zginęły na miejscu. Pochowana została na Nowym Cmentarzu w Zakopanem (kw. L-5-3).

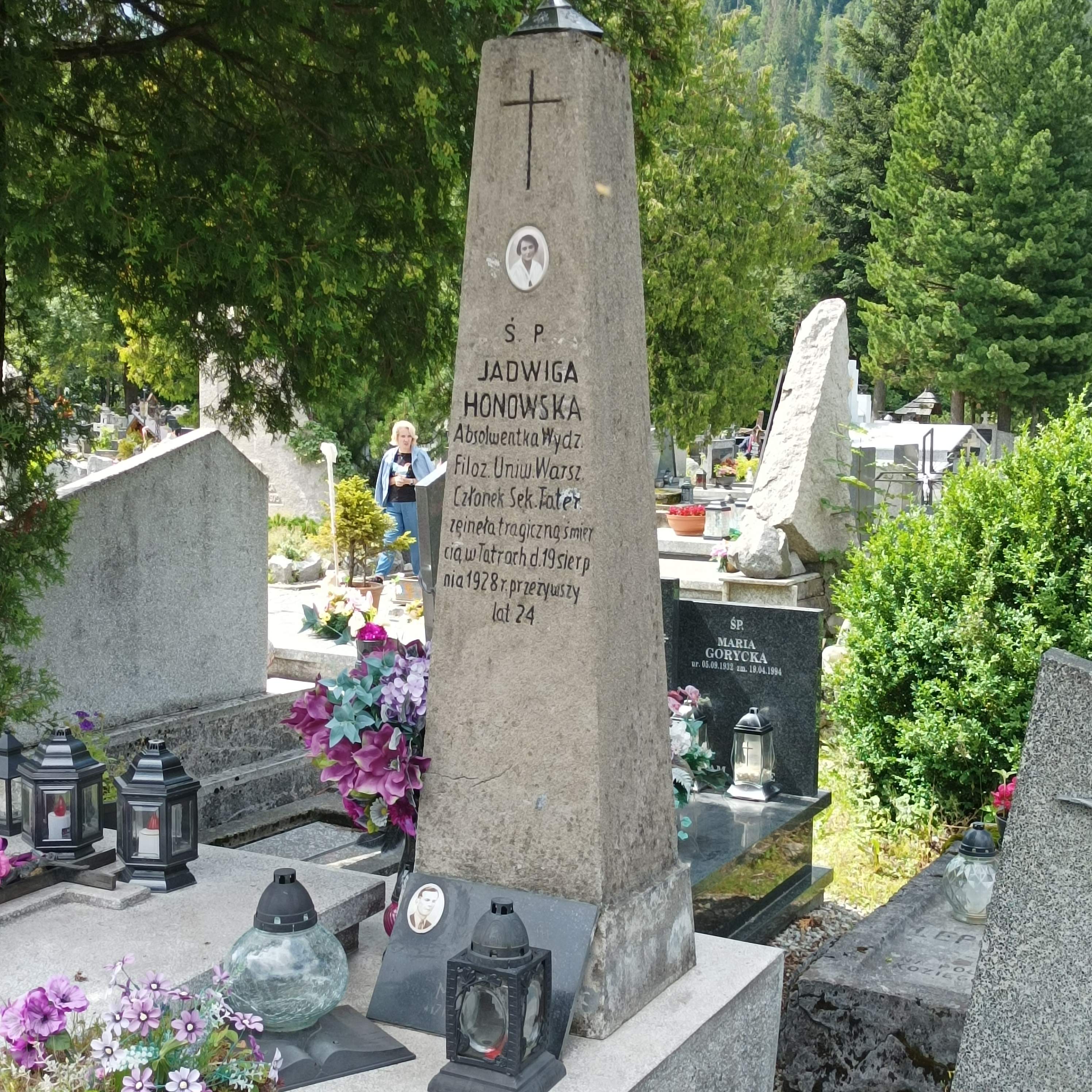
Grób Jadwigi Honowskiej na Nowym Cmentarzu w Zakopanem

## Ważniejsze tatrzańskie osiągnięcia wspinaczkowe
- przejście północnej ściany Koziego Wierchu,
- przejście południowo-zachodniej ściany Kieżmarskiego Szczytu,
- przejście północno-zachodniej ściany Galerii Gankowej,
- przejście południowej ściany Zamarłej Turni,
- pierwsze wejście zimowe na Mały Kołowy Szczyt.